# The Decagon House Murders
The Decagon House Murders (十角館の殺人?, Jukkakukan no satsujin) è un manga seinen scritto da Yukito Ayatsuji e disegnato da Hiro Kiyohara, pubblicato dalla Kōdansha su Afternoon dal 24 agosto 2019 al 25 aprile 2022; l'edizione italiana è a cura della Star Comics, che ha pubblicato l'opera dall'8 giugno 2022 all'8 marzo 2023 con cadenza trimestrale. 

## Trama
Sette studenti universitari, tutti facenti parte del club del giallo del proprio istituto, si recano in un'isola remota dove sei mesi prima era avvenuta una morte assai sospetta; l'isola è caratterizzata dalla presenza di una "villa decagonale", ossia un peculiare edificio a dieci lati che il gruppo di ragazzi utilizza come dimora temporanea. Ben presto, il mistero si tramuta però in terrore: uno dei giovani inizia infatti a uccidere misteriosamente tutti gli altri, per portare a compimento una segreta vendetta.

## Manga

### Volumi
| Nº | Data di prima pubblicazione | Data di prima pubblicazione | Data di prima pubblicazione | Data di prima pubblicazione |
| Nº | Giapponese                  | Giapponese                  | Italiano                    | Italiano                    |
| -- | --------------------------- | --------------------------- | --------------------------- | --------------------------- |
| 1  | 22 novembre 2019            | ISBN 978-4-06-517511-8      | 8 giugno 2022               | ISBN 978-8-82-263289-0      |
| 2  | 21 agosto 2020              | ISBN 978-4-06-520225-8      | 13 luglio 2022              | ISBN 978-8-82-263384-2      |
| 3  | 23 marzo 2021               | ISBN 978-4-06-522661-2      | 7 settembre 2022            | ISBN 978-8-82-263432-0      |
| 4  | 21 ottobre 2021             | ISBN 978-4-06-525035-8      | 7 dicembre 2022             | ISBN 978-8-82-263633-1      |
| 5  | 23 maggio 2022              | ISBN 978-4-06-527854-3      | 8 marzo 2023                | ISBN 978-8-82-263874-8      |